# Marie Anežka von Coudenhove-Honrichs
Marie Anežka von Coudenhove-Honrichs BSJ (vlastním jménem Francisca Leopoldina Maria říšská komtesa von Coudenhove-Honrichs) (7. září 1892, Drahotuše – 21. dubna 1977, Rosario) byla česká šlechtična, řeholnice, členka Kongregace sester těšitelek Božského Srdce Ježíšova a sekretářka Rosy Vůjtěchové. Pocházela z méně významného šlechtického rodu Coudenhoveů, pocházejícího původem z Brabantska. Byla velice činorodá, skrze svůj německý původ ale byla nucena opustit českou zem. Stala se též zakladatelkou prvního filiálního domu sester těšitelek mimo Československo.

## Život
Narodila se v Drahotuších jako jediná dcera Františku Josefu a Marii Thekle Coudehovových. Dětství strávila v Haliči a v tyrolském městě Steinach am Brenner. Roku 1901 zdědil její otec zámek v Kunštátu, kam se rodina odstěhovala. Otec zde roku 1912 zemřel.
Naučila se nejen německy a česky, ale i francouzsky.
Ve Františce se odmala projevovala duchovní touha a v září roku 1916 vstoupila proti vůli matky do Kongregace sester těšitelek Božského srdce Ježíšova. Matka ji za to odsoudila, neboť Františka byla jediné dítě a kunštátské panství by přešlo úplně do cizích rukou.
Dne 30. března 1917 vstoupila do kongregace jako novicka a přijala řeholní jméno Marie Anežka po Anežce Přemyslovně.
Výrazně se zapojovala do akcí kongregace a podílela se na stavbě mateřince v Rajhradě. V kongregaci se spřátelila i s její zakladatelkou Rosou Vůjtěchovou a její sekretářkou Martou Vintrovou. Matka se se svým jediným dítětem nakonec usmířila a přispívala i na stavbu mateřince.
Po ll. světové válce po odsunu Němců několikrát zábránila svému odchodu. Roku 1948 ale byla skrze svůj německý původ vyhoštěna z republiky a uchýlila se v argentinském městě Rosario, kde za podpory jiných řeholnic založila filiální dům.
Poslední léta života strávila v potupných životních podmínkách a v bídě. Zemřela 21. dubna 1977 na komplikace s aterosklerózou.